# Chvaly (zámek)
Zámek Chvaly je architektonická památka nacházející se v městské části Horní Počernice. Jeho adresa je Na Chvalské tvrzi 857. Zámek tvoří stavební celek s přilehlým kostelem sv. Ludmily a je zapsán v Ústředním seznamu památek.

## Historie

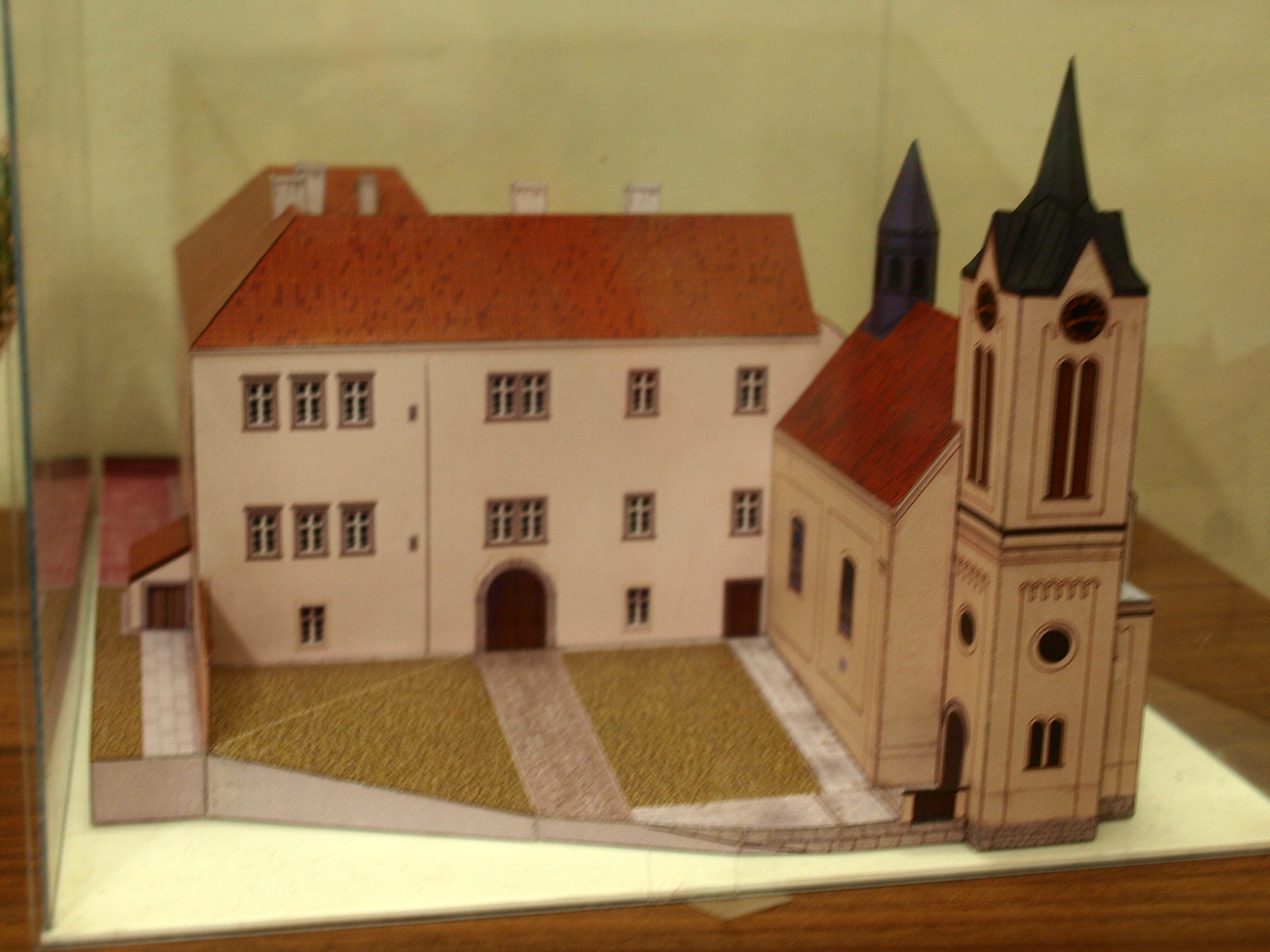
Model zámku, v popředí vpravo kostel sv. Ludmily

Chvaly (Hualah) jsou poprvé jako vesnice zmíněny přibližně v roce 1088 a poté v roce 1130 v listině knížete Soběslava I. jako majetek Vyšehradské kapituly. První písemná zmínka o gotické tvrzi pochází z roku 1428. V druhé polovině 14. století přecházely do majetku různých pražských měšťanů. V roce 1420 byly Chvaly byly konfiskovány Pražany a darovány kostelu sv. Michala v Opatovicích na Novém Městě. Mezi lety 1436 a 1462 pak přešly do majetku Habarta z Hartenbergu.
V roce 1614 koupil chvalský statek, tvrz a ves Eustachius Betengel z Neuenperka, který je však brzy prodal Jiřímu Vtelenskému ze Vtelna. Ten byl za účast na českém stavovském povstání v roce 1622 odsouzen ke ztrátě poloviny majetku, a tak bylo chvalské panství prodáno císařskému radovi a místosudímu apelačního soudu Janu Danielovi Kaprovi z Kaprštejna. Od roku 1652 byly Chvaly majetkem pražských jezuitů.
Jezuité v roce 1660 vystavěli kapli sv. Anny přiléhající k tvrzi (později přestavěna na kostel svaté Ludmily).
V roce 1734 tvrz vyhořela a byla opravena do zámecké podoby se známky předchozí renesanční přestavby.
V roce 1773 byl jezuitský řád zrušen a Chvaly získal Zemský studijní fond nadační, který je držel až do roku 1848. Při úpravách v polovině 19. století bylo zbořeno jižní křídlo zámku.
V roce 1918 byl areál Chvalské tvrze převeden do majetku státu. Od roku 1950 až do konce osmdesátých let užívaly zámek Československé státní statky, v roce 1988 Státní statek hl. města Prahy (Stoliňská čp. 854). V roce 1993 přešel zdevastovaný objekt do majetku hlavního města Prahy a poté městské části Horní Počernice, která zahájila rekonstrukční práce za pomoci evropských fondů. Opravy byly dokončeny v roce 2008.

## Současné využití
V interiérech zámku jsou rozmístěny repliky barokního nábytku určené k běžnému užívání.
V prvním patře Chvalského zámku je umístěna stálá expozice grafik, obrazů, ilustrací či osobních předmětů z pozůstalosti akademické malířky Ludmily Jiřincové.
Mimo to se zde konají také krátkodobé výstavy s výtvarnou tematikou a různé akce pro rodiny s dětmi. V únoru 2015 zde byla například interaktivní výstava na motivy Odysseových cest.

## Galerie

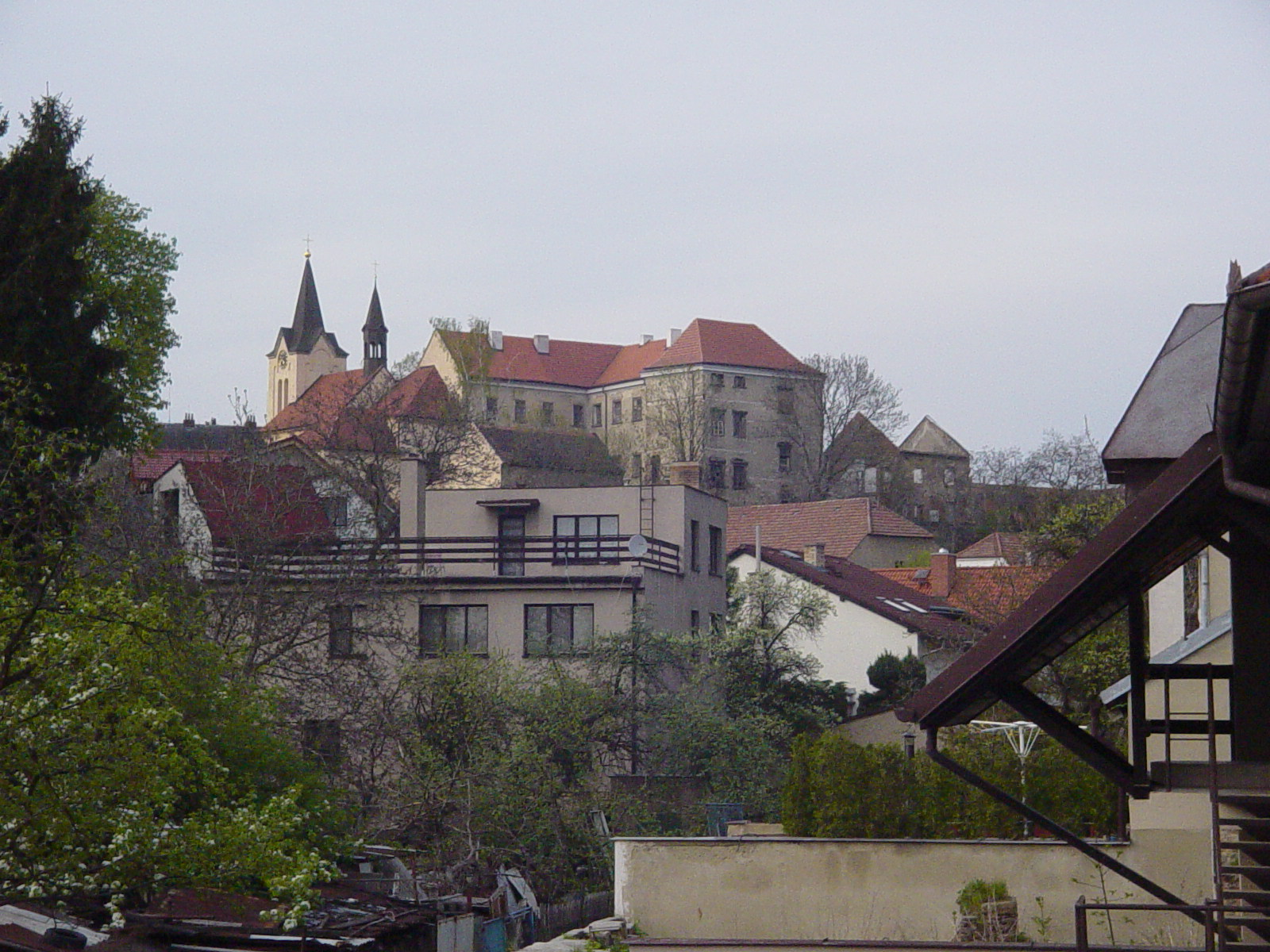
Zámek Chvaly
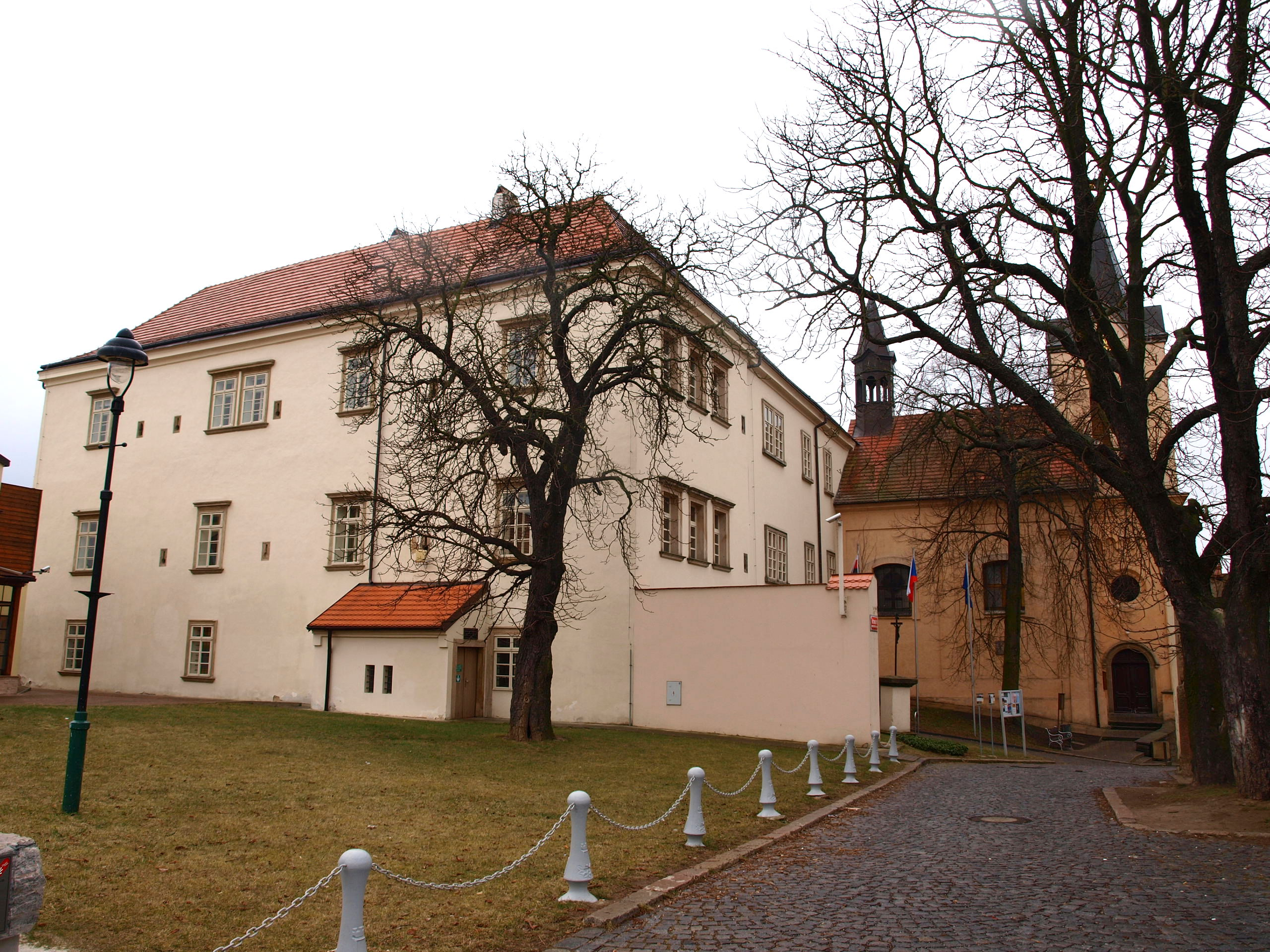
Zámek Chvaly s kostelem sv. Ludmily vpravo
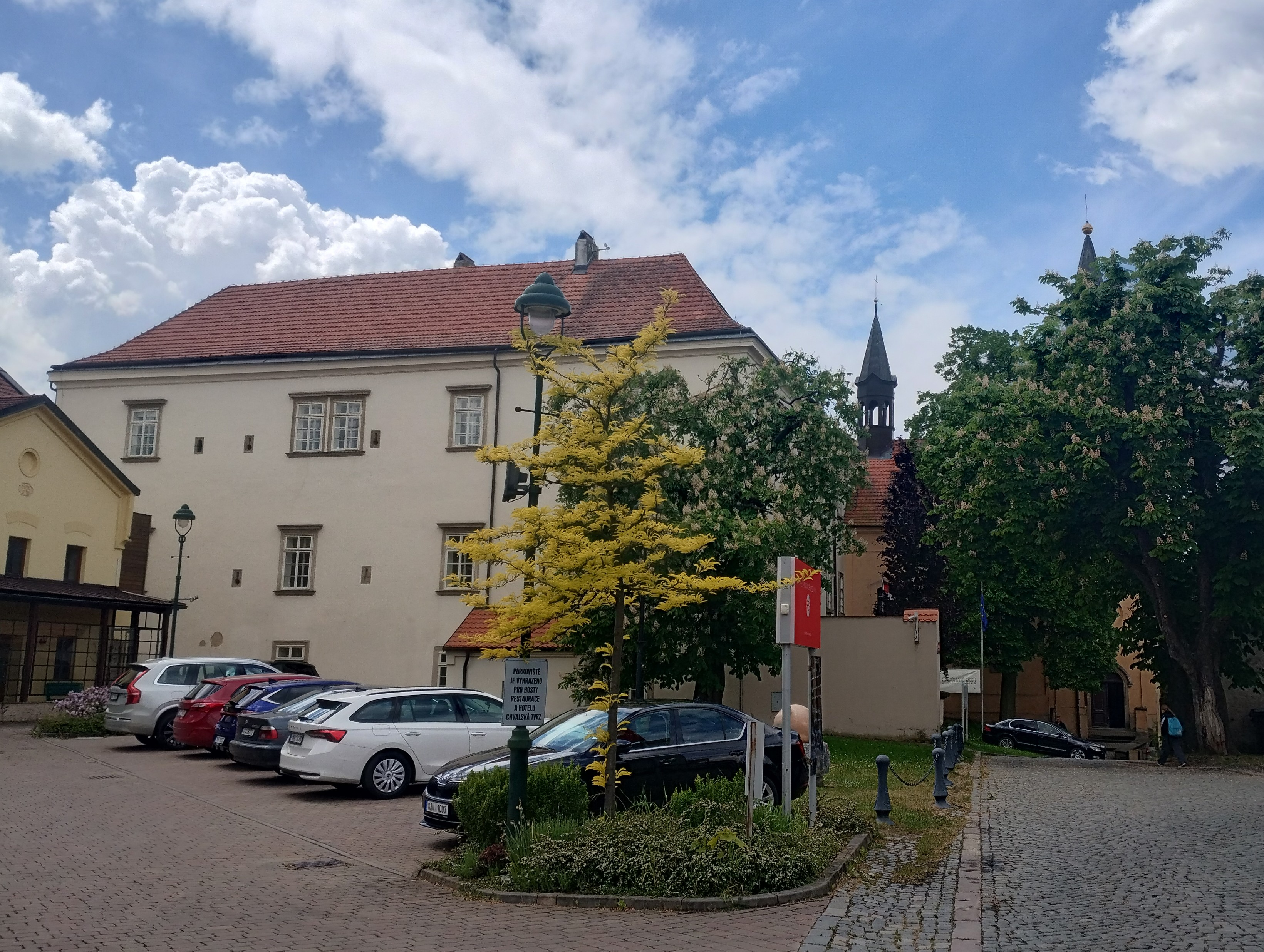
Zámek Chvaly s věží kostela sv. Ludmily vpravo
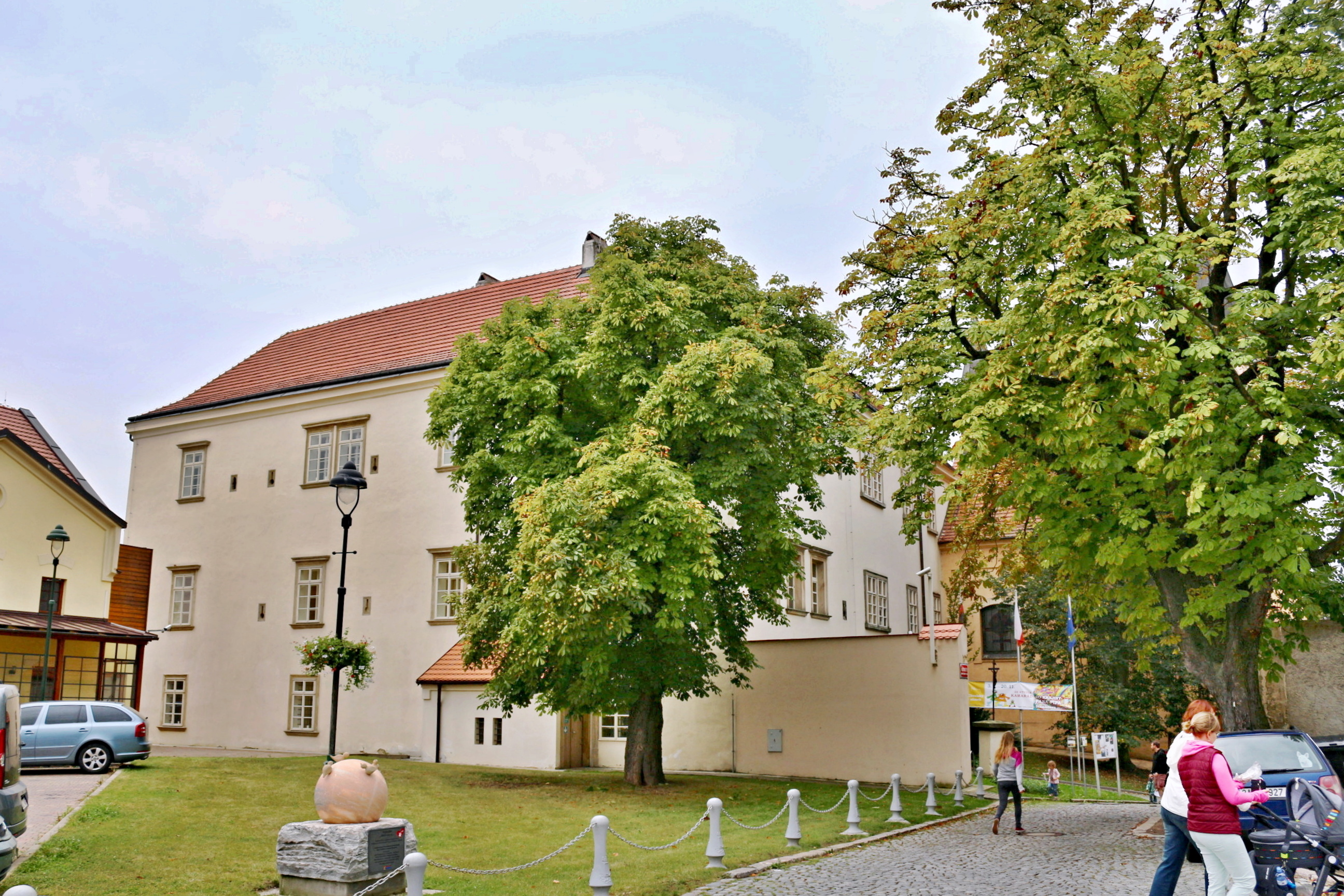
Zámek Chvaly
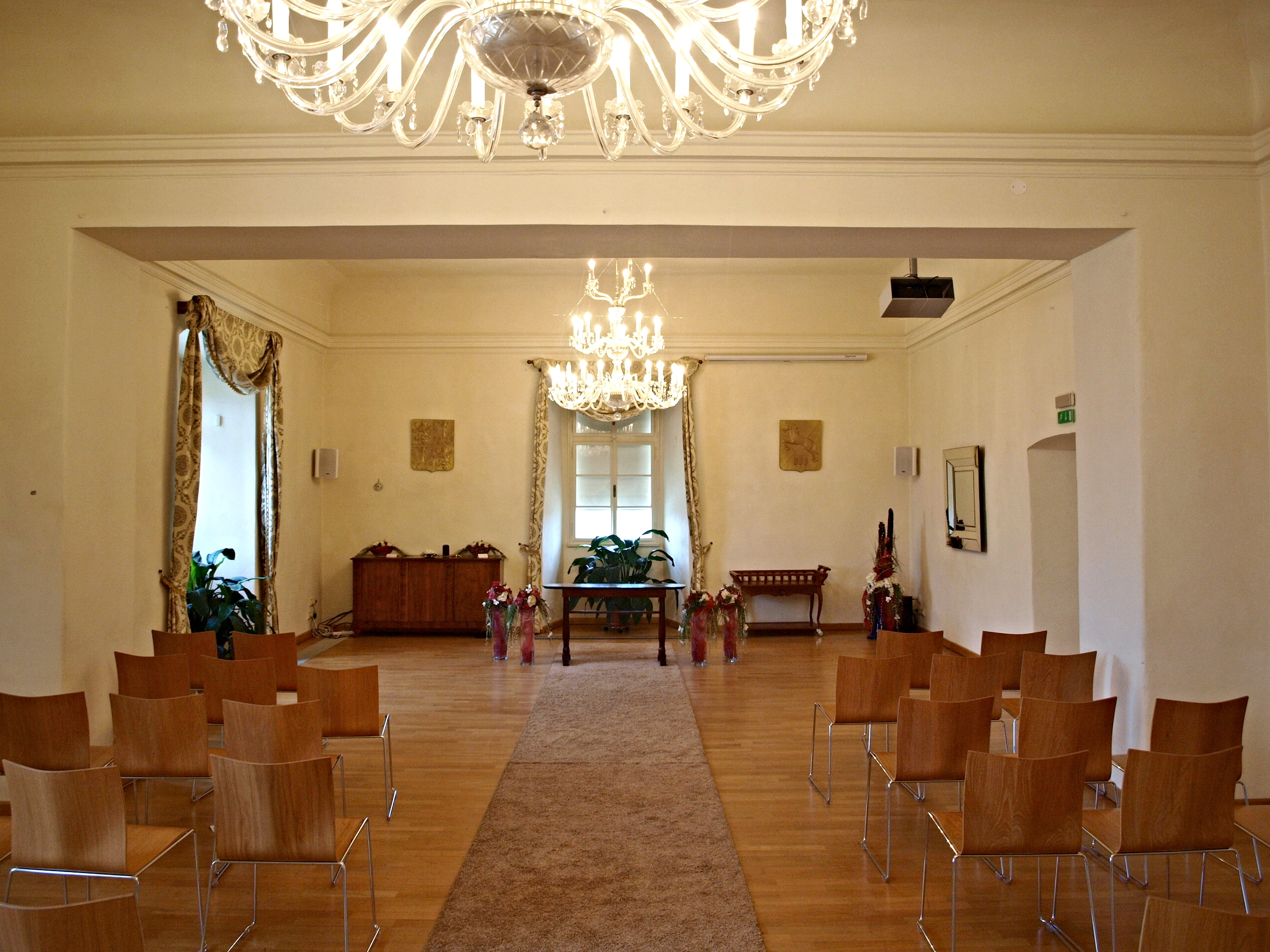
Slavnostní sál
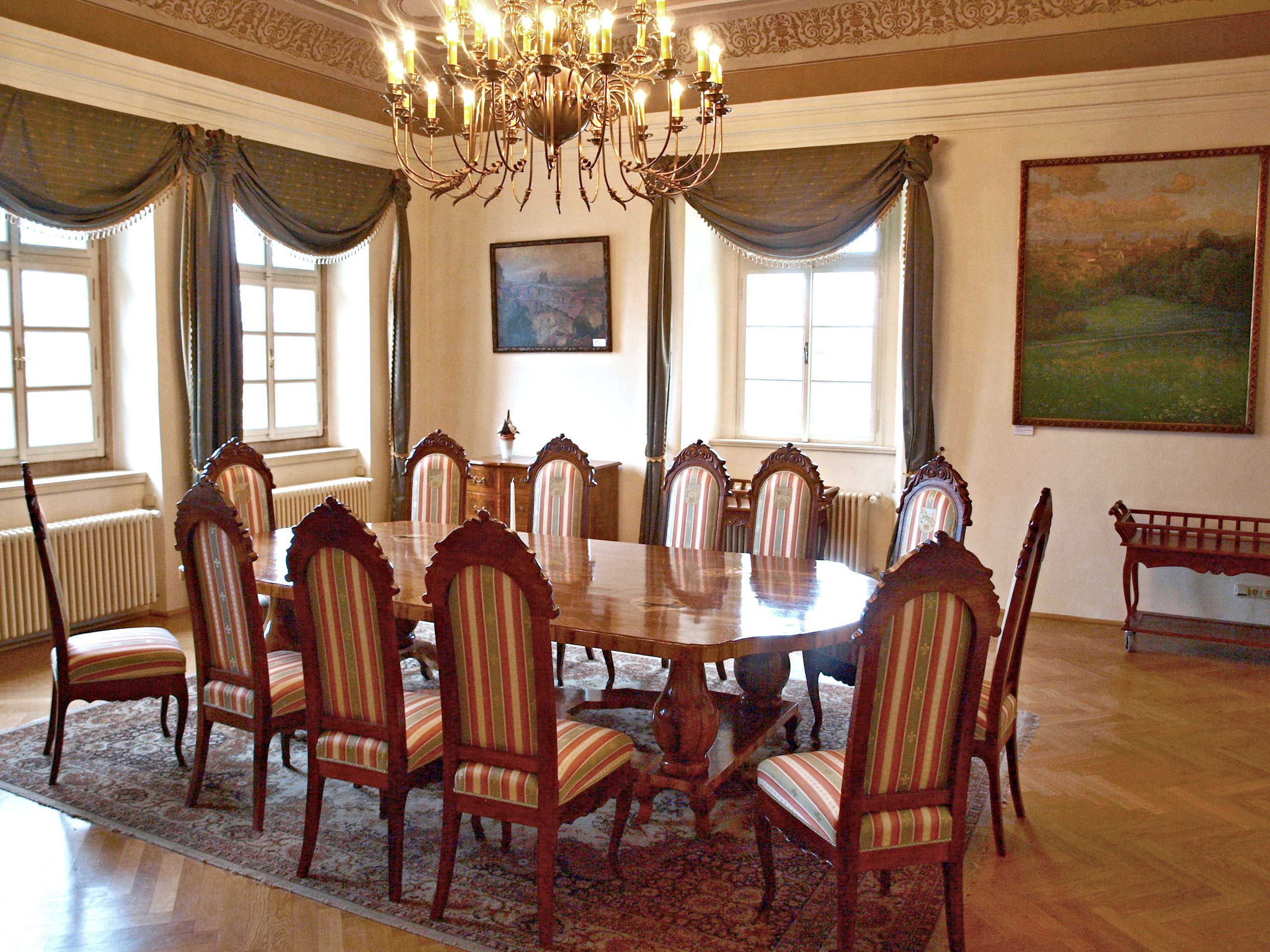
Salon
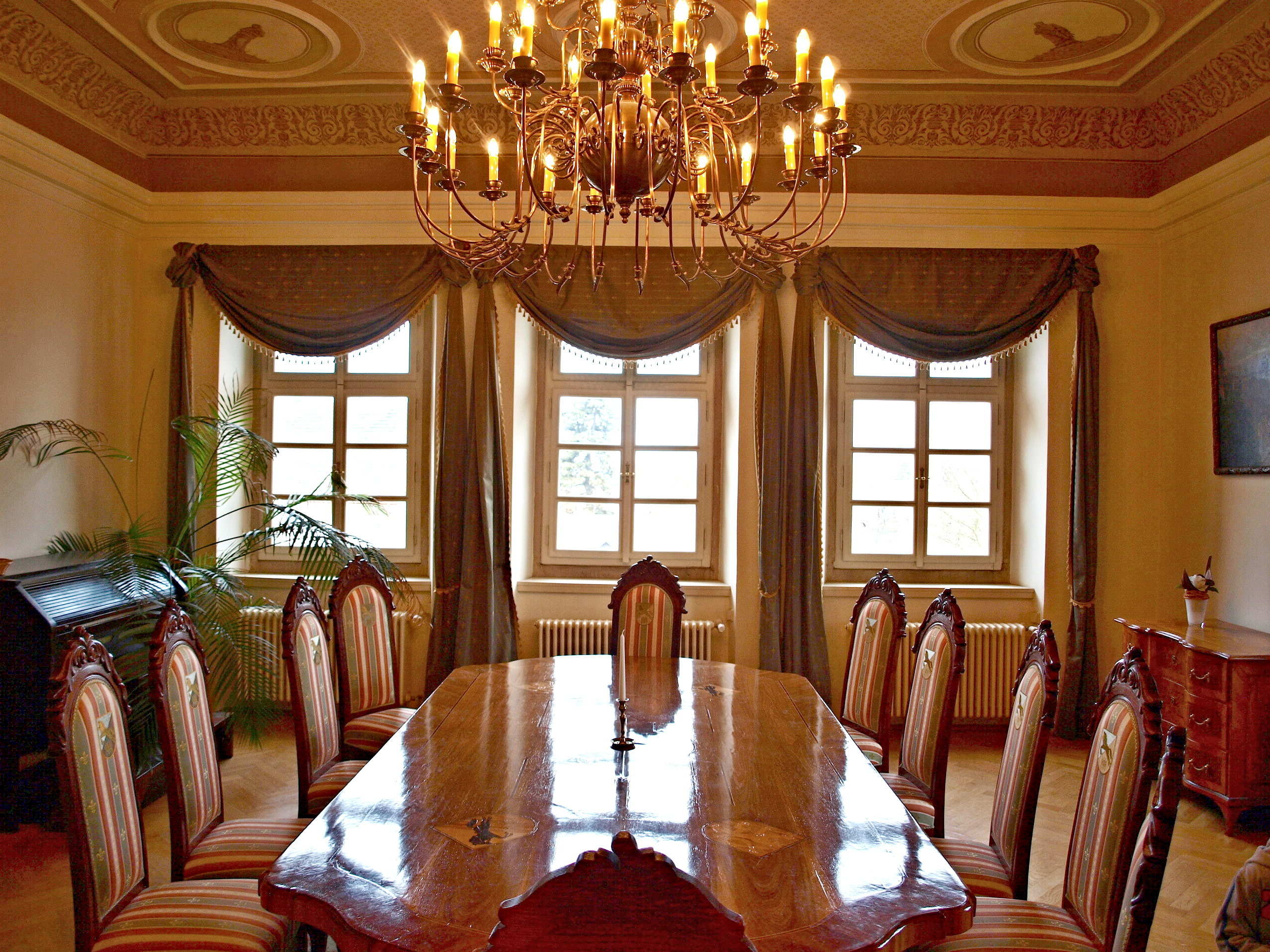
Salon
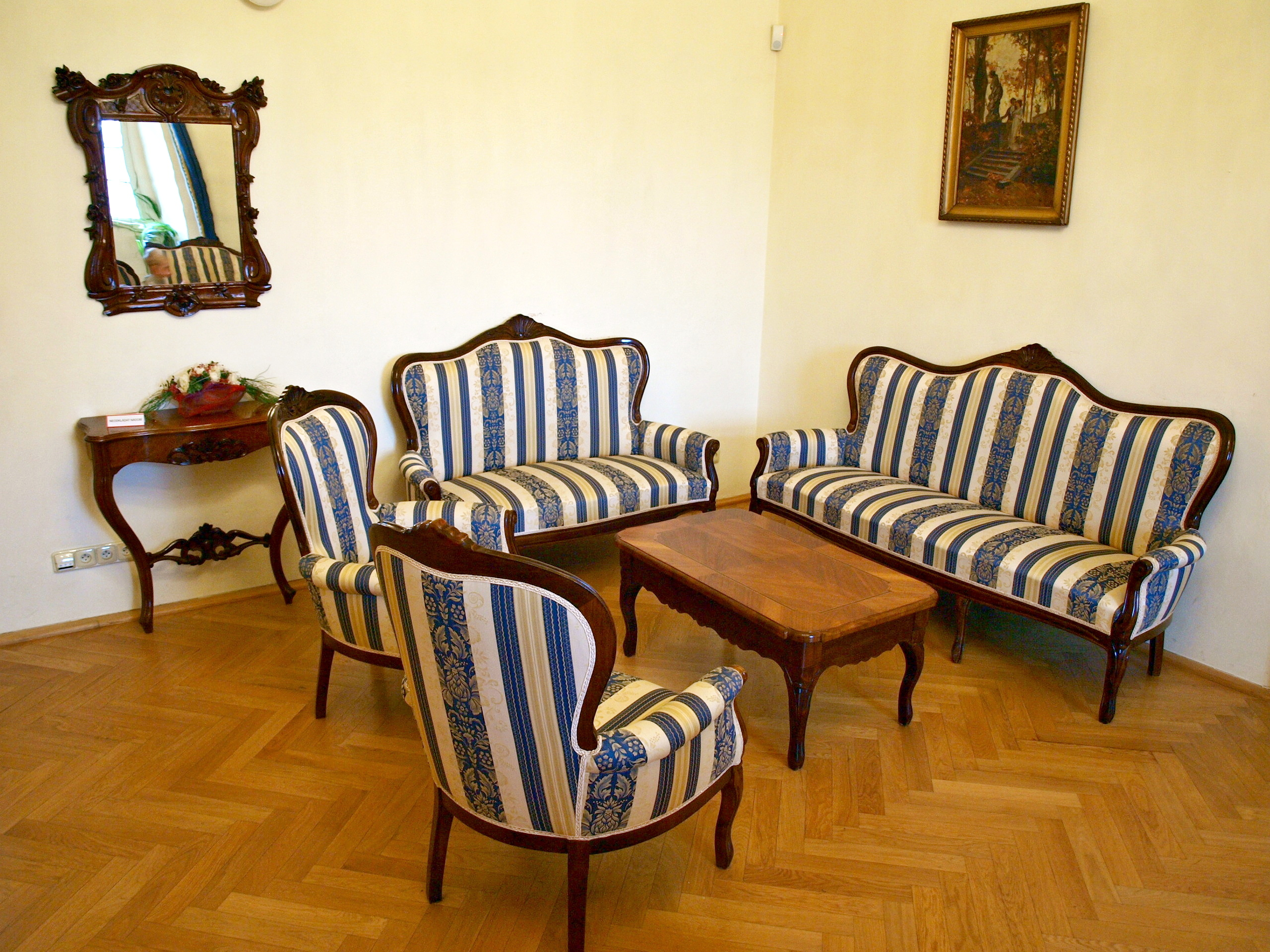
Salonek
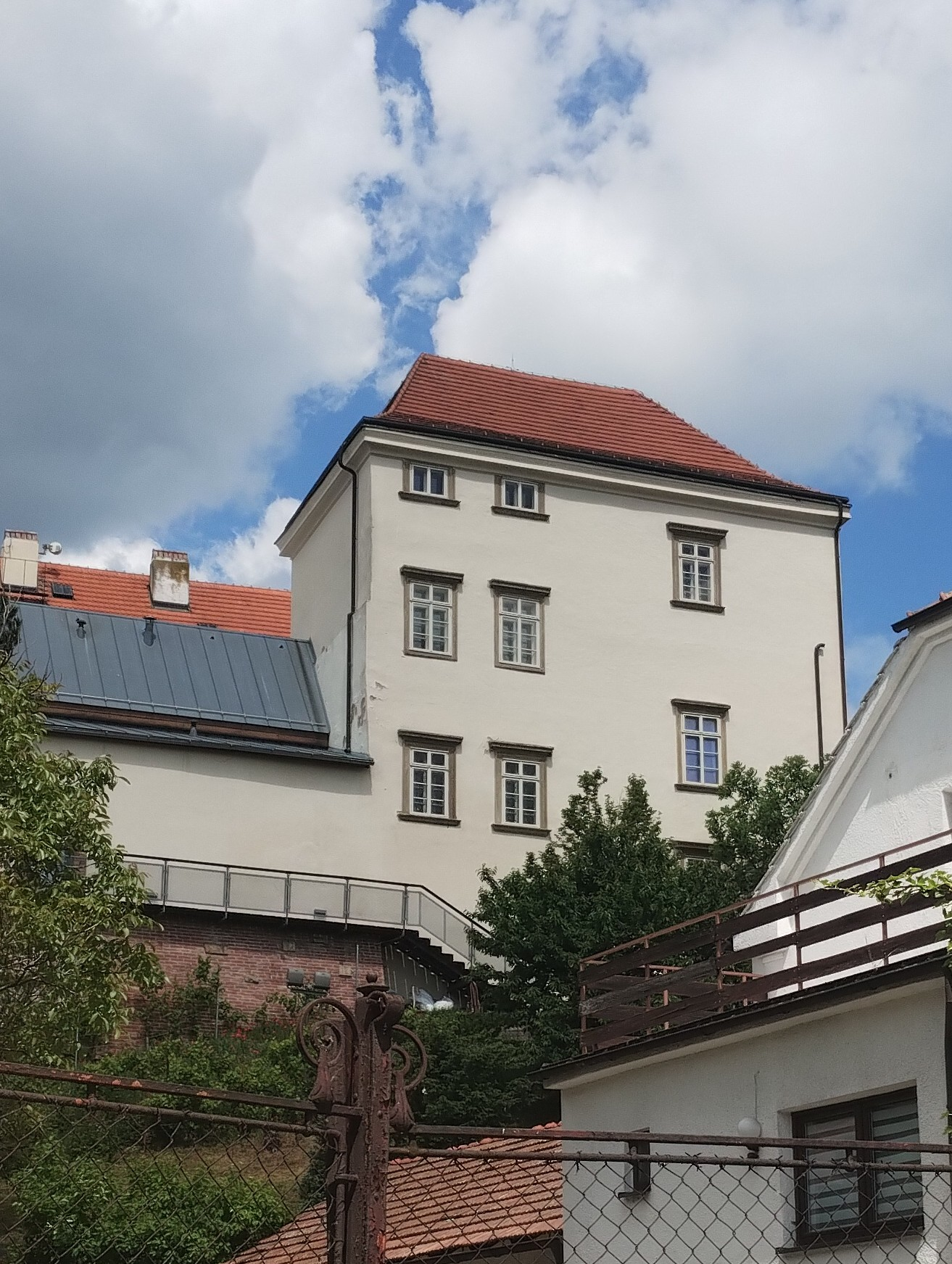
Pohled na zámek ze Šplechnerovy ulice
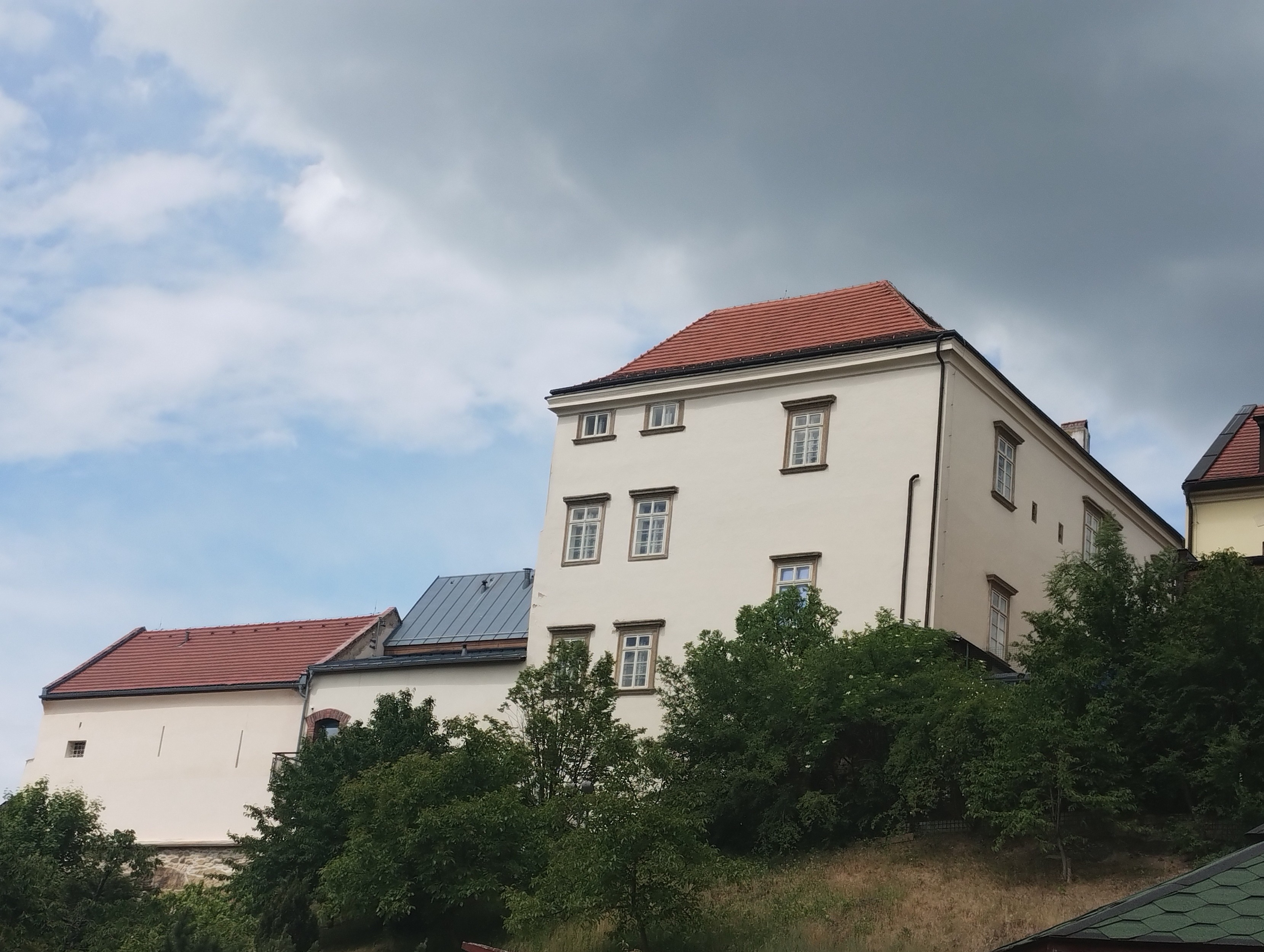
Pohled na zámek ze Šplechnerovy ulice